# 守口市立梶中学校
守口市立梶中学校（もりぐちしりつ かじ ちゅうがっこう）は、大阪府守口市にある公立中学校。

## 沿革
生徒数増加のため、1973年に守口市立大久保中学校を分離した。その後、1976年に守口市立藤田（とうだ）中学校（守口市大久保町1丁目27-39）も分離したが、2006年に再統合している。
- 1970年 - 守口市立庭窪中学校から分離開校。
- 1973年 - 守口市立大久保中学校を分離。
- 1976年 - 守口市立藤田中学校を分離。
- 2006年 - 守口市立藤田中学校を再統合。

## 通学区域
- 守口市立梶小学校と守口市立藤田小学校の通学区域。

## 出身者
- 増田英彦 - 漫才師、ますだおかだ
- 桂三度（世界のナベアツ、渡辺鐘） - 落語家、元ジャリズム
- 中川家 - 兄弟漫才コンビ
- 田川幹太 - 映画監督
- 益田武美（ＫＧ情報）

## 交通
- Osaka Metro谷町線・大阪モノレール 大日駅 東へ約1.5km。